# عاشق لیدی چترلی
عاشق لیدی چترلی (انگلیسی: Lady Chatterley's Lover) رمانی از دی. اچ. لارنس است که چاپ اول آن به سال ۱۹۲۸ برمی‌گردد. نسخهٔ اول این رمان به طور مخفیانه و زیرزمینی با کمک جوزپه اوریولی در فلورانس ایتالیا به چاپ رسید. هم‌چنین در سال ۱۹۲۹ نسخه‌ای مخفیانه از این رمان توسط نشر ماندارکِ اینکی استفنسن در دسترس علاقه‌مندان قرار گرفت. انتشار نسخهٔ کامل و بدون سانسور این رمان تا سال ۱۹۶۰ در ایالات متحدهٔ آمریکا و بریتانیا ممنوع بود. عاشق لیدی چترلی که یک اثر کلاسیک انقلابی است، خیلی زود به دلیل محتوای داستان که بیان روابط جسمی میان مردی از طبقه کارگر و زنی از طبقات بالا و مرفه است، توصیف صریح و بی‌پردهٔ صحنه‌های جنسی و از استفاده از واژگان قبیح و مبتذل به شهرتی جنجال‌برانگیز رسید.
گفته می‌شود داستان برگرفته از وقایع رخ‌داده در زندگی شخصی و رنجور لارنس است و مضامین کتاب از نگاه او به زادگاهش، ایستوود ناتینگهام‌شایرر الهام گرفته‌است. برخی از منتقدان بر این باورند که الهام‌بخش لارنس در خلق قهرمان رمانش، لیدی چترلی، لیدی اوتولاین مرل بوده‌است. عاشق لیدی چترلی که در ۳ نسخهٔ متفاوت چاپ شده‌است، آخرین و مشهورترین رمان لارنس است.

## داستان
عاشق لیدی چترلی روایت زندگی زنی جوان و متأهل به نام کنستانس (لیدی چترلی) است که همسر اشراف‌زاده‌اش، کلیفورد چترلی، در اثر جنگ قطع نخاع می‌شود. ناتوانی جنسی و سردی احساس کلیفورد نسبت به کنستانس (کانی) دیوار فاصله میان این زوج را بالا می‌برد. کانی که امیال جنسیش را سرکوب شده می‌بیند، دلباختهٔ شکاربان شوهرش که مردی از طبقات پایین است، الیور ملورز، می‌شود. در انتهای رمان کنستانس همسرش را ترک می‌کند تا روابط عاشقانهٔ جدیدی را با ملورز از سر گیرد. تفاوت سطح اجتماعی میان کنستانس و ملورز که بن‌مایهٔ اصلی رمان است در واقع نمود سلطهٔ نابرابر طبقهٔ نخبه و بالادست بر طبقهٔ کارگر در جامعه است.

## دادگاه رفع قباحت رمان
در سال ۱۹۶۰ نسخهٔ کامل رمان توسط کتاب‌های پنگوئن در بریتانیا منتشر شد. قانون نشریات مستهجن ۱۹۵۹ بریتانیا مدیران پنگوئن را به اتهام ترویج مسائل قبیح به دادگاه کشاند. قانون ۱۹۵۹ این امتیاز را به ناشران می‌داد که در صورت اثبات شاهکار ادبی بودن اثر، از اتهام رهایی یابد. دفاعیات مدیران پنگوئن و تصدیق شاهکار ادبی بودن عاشق لیدی چترلی از سوی منتقدان ادبی برجسته و آکادمیکی نظیر ای. ام. فورستر، هلن گاردنر، ریموند ویلیامز، ریچارد هاگرت و نورمن سنت جان استواس کارساز شد و دادگاه در ۲ نوامبر ۱۹۶۰ رأی بر بی‌گناهی پنگوئن داد. پیروزی پنگوئن در دادگاه سبب رفع ممنوعیت چاپ و توزیع رمان و آغاز نقطهٔ عطفی در آزادی بیان و نشر بریتانیا بود.
پنگوئن دومین چاپ این رمان را در سال ۱۹۶۱ منتشر کرد. ابتدای کتاب حاوی یادداشتی تقدیمی از طرف ناشر است که این‌چنین نوشته شده: «به خاطر چاپ این رمان، انتشارات پنگوئن به موجب قانون ۱۹۵۹ نشریات مستهجن بریتانیا در اُلد بیلی لندن از ۲۰ اکتبر تا ۲ نوامبر ۱۹۶۰ تحت تعقیب قرار گرفت. این چاپ تقدیم می‌شود به ۱۲ عضو هیئت منصفه، ۳ زن و ۹ مردی که حکم به بی‌گناهی پنگوئن دادند و بدین ترتیب سبب شدند آخرین رمان دی.اچ. لارنس، برای اولین بار در بریتانیا مجوز انتشار بگیرد.»